# Saxophone mezzo-soprano
Pour les articles homonymes, voir Saxophone.

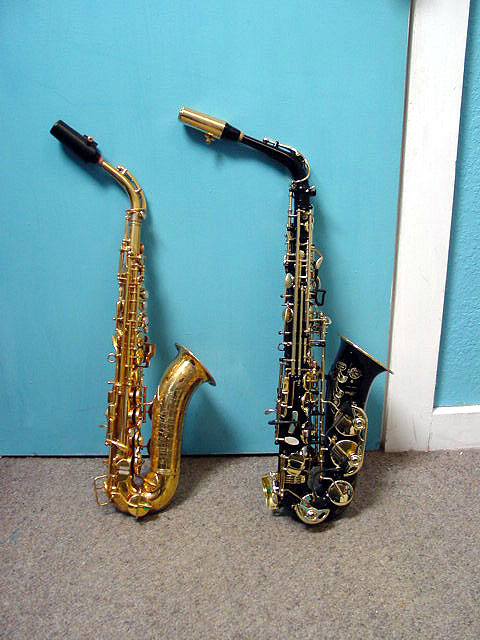

Le saxophone mezzo-soprano ou alto en fa est un bois conçu par Adolphe Sax pour faire partie des orchestres symphoniques, comme le saxophone ténor en ut (ou C-melody).

## Histoire
Sax a lui-même construit un certain nombre de ces instruments. Cependant, victimes des cabales des concurrents de Sax, ils ne réussirent pas à s'imposer dans les orchestres traditionnels, alors que leurs cousins en si ♭ et mi ♭, destinés aux fanfares et musiques militaires où dominaient ces tonalités, furent rapidement adoptés par ces dernières.
C'est le fabricant CG Conn qui a mis au point la version moderne de cet instrument, en créant en 1928 deux modèles de saxophones alto en fa : le mezzo-soprano recourbé comme un petit alto, et le Conn-O-Sax (droit et comportant une sphère terminale comme le heckelphone, un clétage du la grave au Sol aigu. En fait, la perce de ces instruments se rapproche de celle du saxophone soprano, mais avec une longueur de tube bien supérieure, ce qui explique leur timbre très particulier, se rapprochant du cor anglais ou du basson dans sa tessiture aigüe. Mais ces instruments un peu onéreux arrivèrent sur le marché juste avant le krach de 1929, ne connurent pas le succès commercial escompté et furent rapidement oubliés. Il n'en reste que quelques modèles au monde.
De fait, leur répertoire reste limité, malgré le travail de quelques passionnés pour les faire revivre (en particulier en France, François Dumont d'Ayot pour le Conn-O-Sax, ou Frédéric Couderc pour le mezzo-soprano). Aux États-Unis, Anthony Braxton et Jay Easton jouent régulièrement du mezzo-soprano.La première pièce officielle pour Mezzo-soprano est "Mandala" d'André Serre-Milan (créé à Paris en 2009 par Serge Bertocchi).